# ذوطة
ذُوْطَة (الاسم العلمي Thomisus)، جنس عناكب من الذوطيات. أنواعها 150، وهي تصيد بالمباغتة، قوتها الحشرات التي تتغذى على رحيق الأزهار.

## الأنواع
من أنواعها: 
- ذوطة الأزهار